# Especifismo
Especifismo (portugiesisch: eʃpesiˈfiʒmu, deutsch Spezifizismus) ist eine der beiden Hauptformen des anarchistischen Aktivismus, die von der FARJ (Federação Anarquista do Rio de Janeiro) und anderen südamerikanischen anarchistischen Organisationen verfochten wird, die andere ist die soziale Einbindung. Especifismo entstand als Ergebnis anarchistischer Erfahrungen in Südamerika in der letzten Hälfte des 20. Jahrhunderts, beginnend mit der 1956 gegründeten Federación Anarquista Uruguaya (Anarchistische Föderation Uruguays, FAU), die ihren Schwerpunkt auf eine spezifische anarchistische Organisation legte.

## Überblick
Das Spezifische wurde zusammengefasst als:
- Die Notwendigkeit einer spezifisch anarchistischen Organisation, die auf einer Einheit von Ideen und Praxis aufbaut.
- Die Nutzung der spezifisch anarchistischen Organisation zur theoretischen Begründung und Entwicklung strategischer politischer und organisatorischer Arbeit.
- Aktive Beteiligung an und Aufbau von autonomen und volksnahen sozialen Bewegungen durch soziale Einbettung (inserción social)[1]

Der Especifismo kommt mit der einheitlichen Theorie und Praxis weitgehend zu ähnlichen Schlussfolgerungen wie der Plattformismus und unterscheidet sich so vom Synthetizismus, der den föderierten Gruppen eigene Aktionsformen und Schwerpunkte überlässt. Der Especifismo bezieht seine Grundlagen von Arbeiten Michail Bakunins, Errico Malatestas und Nestor Machnos und wurde 1956 mit der anarchistischen Föderation Uruguays (FAU) unter anderem von vor dem Faschismus geflohenen Exilanten aus Galicien, Katalonien und Italien begründet. Der aus Arbeitern, Studenten und Gewerkschaftern bestehende Gründungskongress der FAU legte fest, dass verbindliche operative Regeln, Aktivitäten, Schwerpunkte und Kampfmethoden sowie Forderungen auf weiteren regelmäßigen Kongressen festgelegt werden, die dann kollektiv verfolgt werden müssen.

## Gruppen
Andere Organisation, die sich am Especifismo orientieren, sind die Federação Anarquista Gaúcha (FAG), die Federação Anarquista Cabocla (FACA), die Federação Anarquista do Rio de Janeiro (FARJ), die Columna Libertaria Joaquin Penina (Joaquin Penina),  die Columna Libertaria Errico Malatesta aus Buenos Aires und die Red Libertaria de Buenos Aires (RLBA). Die Zabalaza Anarchist Communist Front in Südafrika und die Black Rose Anarchist Federation (BRRN) in den USA beziehen sich ebenfalls zentral darauf.
In Deutschland beziehen sich die plattform und die Berliner Gruppe Perspektive Selbstverwaltung auf den Especifismo. In der Schweiz bezieht sich die anarchistische Organisation Midada aus Bern auf den Especifismo.